# لويس لو شاتلييه
لويس لو شاتلييه (20 فبراير 1815 - 10 نوفمبر 1873) كان كيميائيًا وصناعيًا فرنسيًا طور طريقة لإنتاج الألمنيوم من البوكسيت في عام 1855. وكان ابنه الكيميائي المعروف هنري لويس لو شاتلييه. نُقش اسمه على برج إيفل.
كان لو شاتلييه وزوجته لويز مادلين إليزابيث دوراند (1827-1902) سبعة أطفال. كان أحدهم ألفرد لوشاتلييه (1855-1929)، الذي انضم إلى الجيش. أصبح ألفريد فيما بعد متخصصًا في صناعة الخزف ثم شغل منصب رئيس علم الاجتماع الإسلامي في كوليج دو فرانس لسنوات عديدة.